# 朱作霖
朱作霖（1932年11月—），男，浙江义乌人，中华人民共和国政治人物，曾任中华海外联谊会副会长，全国政协机关党组副书记，全国政协副秘书长，第七届全国政协委员，第八、九届全国政协常务委员。